# ثولي
ثولي (باليونانية Θούλη Thoúlē ، واللاتينية: Thūlē) جزيرة يقال أنها تقع في أبعد مكان في أقصى شمال الأرض، ذكرت في الأدب اليوناني والروماني القديم وفي رسم الخرائط، ووصفت بأنها آخر نقطة في العالم الشمالي عند حافة القارة المتجمدة. وقيل أنها إحدى دول أسكندنافية أو آيسلندا، ويرى البعض أنها في أسكتلندا أو بريطانيا. وقد وضعت عدة فرضيات لتحديد موقعها، فبعضهم قال أنها جزر أوركني أو جزر شتلاند أوجزر ساريما أو جزيرة سمولا النرويجية. ويقول الكثيرون إنها ربما لم توجد على الإطلاق. إلا أن كثيرين قد سافروا إلى الشمال بحثا عنها.
في الأدب الكلاسيكي والعصور الوسطى، كانت تسمى (ثولي البعيدة)، وهو معنى مجازي كان يطلق على أي مكان بعيد يقع خارج «حدود العالم المعروف».
في عام 1910، أسس المستكشف يوحنا راسموسن مركزًا تبشيريًا وتجارياً في شمال غرب جرينلاند، أطلق عليه اسم «ثولي» (تغير اسمه لاحقا إلى كاناك). وقد سميت العديد من المعالم باسم «ثولي» مثل مطار «ثولي» الذي يقع في أقصى شمال الولايات المتحدة، وقاعدة «ثولي» الجوية في شمال غرب جرينلاند، والجزء الأصغر من حزام كايبر (486958 أروكوث) الذي زارته مركبة الفضاء نيو هورايزونز.

## التاريخ

### اليونان والرومان
أول من تحدث عنها الكاتب بيثياس في القرن الرابع قبل الميلاد، والذي وصفها بأنها جليدية وضبابية، تقع في أحد مناطق شمال أوروبا، لأنه فقد الحساب الأصلي لمكان رحلته، ما جعل ثولي لغزًا غامضًا. كما يرد ذكر ثولي في كتابات فيرجيل.

### عند المسلمين
ذكرها البتاني في كتابه زيج الصابئ قائلا:

### النهضة الأوروبية
ذكرت في استكشافات كولومبوس والذي ادعى أنه وصل إلى ثولي في طريقه إلى قارة أمريكا.